# Neoblattella
Neoblattella es un género de cucarachas, insectos de la familia Ectobiidae.
Hay alrededor de 40 especies. Se encuentran en los Neotrópicos, una sola especie (Neoblattella detersa) llega a Norteamérica, una introducción reciente de las Indias orientales.

## Especies
- Neoblattella adspersicollis
- Neoblattella adusta
- Neoblattella amazonensis
- Neoblattella binodosa
- Neoblattella borinquenensis
- Neoblattella carcinus
- Neoblattella carrikeri
- Neoblattella carvalhoi
- Neoblattella celeripes
- Neoblattella detersa
- Neoblattella dryas
- Neoblattella elegantula
- Neoblattella eurydice
- Neoblattella festae
- Neoblattella grossbecki
- Neoblattella guadeloupensis
- Neoblattella guanayara
- Neoblattella guianae
- Neoblattella infausta
- Neoblattella longior
- Neoblattella lucubrans
- Neoblattella maculiventris
- Neoblattella mista
- Neoblattella nodipennis
- Neoblattella paulista
- Neoblattella perdentata
- Neoblattella picta
- Neoblattella poecilopensis
- Neoblattella poecilops
- Neoblattella proserpina
- Neoblattella puerilis
- Neoblattella semota
- Neoblattella sucina
- Neoblattella tapenagae
- Neoblattella titania
- Neoblattella tridens
- Neoblattella unifascia
- Neoblattella vatia
- Neoblattella vomer